# Magyaria florida
Magyaria florida är en kvalsterart som beskrevs av Sandór Mahunka 1985. Magyaria florida ingår i släktet Magyaria och familjen Haplozetidae. Inga underarter finns listade i Catalogue of Life.